# David Balaguer
David Balaguer Romeu (* 17. August 1991 in Barcelona) ist ein spanischer Hallenhandball- und ehemaliger Beachhandballspieler. Der 1,85 m große Rechtsaußen spielt seit 2022 für den französischen Erstligisten Paris Saint-Germain und steht zudem im Aufgebot der spanischen Nationalmannschaft.

## Karriere

### Verein
David Balaguer lernte das Handballspielen in der Jugend des FC Barcelona. Mit der zweiten Mannschaft des FCB stieg er 2010 in die zweithöchste spanische Spielklasse, die División de Honor Plata de Balonmano, auf. Ab der Saison 2011/12 stand er im Kader für die erste spanische Liga, die Liga ASOBAL. Mit Barça gewann er 2012, 2013 und 2014 die spanische Meisterschaft, 2014 die Copa del Rey, 2012, 2013 und 2014 die Copa ASOBAL sowie 2012 und 2013 die Supercopa Asobal. In der EHF Champions League konnte er erste internationale Erfahrung sammeln. In der Saison 2014/15 lief er für den Ligakonkurrenten BM Ciudad Encantada auf, für den er in 23 Spielen 144 Tore warf.
Ab 2015 spielte er für den französischen Verein HBC Nantes in der ersten französischen Liga, der Starligue. Mit Nantes gewann er 2017 den Trophée des champions und die Coupe de France. In der Starligue wurde er mit dem HBC 2016/17, 2019/20 und 2021/22 Vizemeister hinter Paris Saint-Germain. Im Europapokal erreichte er das Finale im EHF-Pokal 2015/16 und in der EHF Champions League 2017/18. In den Saisons 2016/17 und 2017/18 wurde er zum besten Rechtsaußen der Starligue gewählt, 2017/18 zusätzlich in der Champions League.
Zur Saison 2022/23 wechselte Balaguer zunächst für zwei Jahre zu Paris Saint-Germain. Mit Paris gewann er 2023, 2024 und 2025 die französische Meisterschaft. Nachdem sein Vertrag um ein Jahr verlängert worden war, wird er sich im Sommer 2025 Montpellier Handball anschließen.

### Nationalmannschaft
David Balaguer nahm an der Beachhandball-Europameisterschaft 2013 und der Beachhandball-Weltmeisterschaft 2014 teil, wo er mit der Mannschaft jeweils den 5. Platz erreichte.
In der spanischen A-Nationalmannschaft debütierte Balaguer am 6. Januar 2017 gegen Polen. Bei der Weltmeisterschaft 2017 belegte er mit Spanien den 5. Platz. Bei der Europameisterschaft 2018 warf er 18 Tore in acht Spielen und gewann er mit dem Team die Goldmedaille.
Bisher bestritt er 43 Länderspiele, in denen er 137 Tore erzielte.